# Klapzubova XI.
Klapzubova XI. je československý film – sportovní komedie – natočený podle stejnojmenné povídky Eduarda Basse režisérem Ladislavem Bromem v roce 1938.

## Tvůrci
- Námět: Eduard Bass podle své povídky Klapzubova XI.
- Režie: Ladislav Brom
- Scénář: Karel Steklý, Ladislav Brom

- Hudba: Josef Dobeš, František Svojík
- Kamera: Jan Stallich
- Výprava: Jan Zázvorka starší
- Výroba: Reiter
- Ateliéry: FOJA Radlice
- Další údaje: černobílý, 89 min., komedie

## Citát
| „                 | Premiéru měl čtyři týdny před podpisem Mnichova, takže se vedle zdroje zábavy stal i výrazem vlastenectví – ostatně zazní tu památný výrok „Čechoslováci, poctiví slovanští sportovci, opět první“. | “ |
| — Mirka Spáčilová | |   |

## Obsazení
| Theodor Pištěk       | Krištof Klapzuba, majitel autodílny „Autoservice „U Kryštofa““ |
| Antonie Nedošinská   | Kamila Klapzubová, jeho žena                                   |
| Raoul Schránil       | Olda                                                           |
| František Kužel      | Honza                                                          |
| Fanda Mrázek         | Jarda                                                          |
| Jan Šebor            | Pepík                                                          |
| Jiří Steimar         | stavitel Bína, předseda klubu S. K. Meteor                     |
| Hana Vítová          | Eva, Bínova dcera                                              |
| Bláža Lubinská       | Helena, její přítelkyně                                        |
| Jiří Vondrovič       | Standa                                                         |
| Vilém Šťovík         | Láďa                                                           |
| Josef Hampacher      | Bedřich                                                        |
| Josef Zeman          | Franta                                                         |
| Karel Fořt           | Vašek                                                          |
| bratři Ronkové       | Cyril a Metoděj Klapzubovi                                     |
| J. S. Kolár          | asociační kapitán                                              |
| Willy Pfeiffer       | Dostál, mezinárodní agent                                      |
| Jaroslav Marvan      | Novák st.                                                      |
| Míla Svoboda         | Bivoj (Novák ml.)                                              |
| Jára Kohout          | Hájek, trenér a bývalý fotbalista                              |
| Ladislav Hemmer      | hlasatel Běhounek                                              |
| Ladislav Brom        | druhý hlasatel                                                 |
| Josef Kemr           | mladý fotbalista                                               |
| Bedřich Bozděch      | divák                                                          |
| František Filipovský | funkcionář Meteoru                                             |
| Gabriel Hart         | klubovní lékař                                                 |
| Bedřich Veverka      | Palička, redaktor                                              |
| Stanislav Neumann    | Šlejhar, profesor, bankéř                                      |
| Richard A. Strejka   | kamarád Pepíka Klapzuby                                        |

## Děj
Pan Krištof Klapzuba je majitelem autodílny a benzinové pumpy. S manželkou Kamilkou mají jedenáct synů, všichni pracují v jeho dílně.
Pan Hájek je trenér a bývalý fotbalista, přátelí se s panem Klapzubou. Jednou spolu sedí nad sportovními zprávami v novinách a povídají si o fotbale. Hájek se ptá, proč Klapzuba nenechá své kluky hrát v nějakém pořádném klubu. Klapzuba říká, že by musel bojovat s manželkou, je rád, že je nechá čutat aspoň za chalupou.
Hájek mu poradí, aby vzal kluky na fotbal, aby viděli, jak se hrát nemá. Klapzuba řekne tedy ženě, že jedou na pohřeb starostovi autoklubu. Manželka mu připraví černé svatební šaty, klobouk a kytku. Klapzuba naloží syny do auta a jedou na Letnou. Hraje se zápas Itálie-ČSR, skončí 3:1.
Otec Klapzuba s Hájkem řeknou pak doma Klapzubovým synům, že se už nemohou dívat na to, jak našim hráčům schází láska k fotbalu a poctivost v práci. Vytvoří tedy novou jedenáctku. Hájek jim dá dresy a kopačky, které patřily dříve slavným hráčům, a které celý život sbíral.
Pan Bína je stavitel, předseda fotbalového klubu S. K. Meteor. Jeho dceru Evu fotbal nezajímá. Eva se rozhodne jet s přítelkyní Helenou na chatu. V zatáčce po cestě dostanou smyk a skončí mimo silnici. Náhodou kolem jedou dva synové Klapzuby, Pepík a Jarda, v luxusní „americe“ bankéře Šlejhara, kterou si vypůjčili v dílně. Zastaví u dívek, které se jim líbí. Dělají, že opravují motor a povolí svíčky, pak řeknou, že musí vůz odtáhnout. Dojedou tak s dívkami na chatu stavitele Bíny. Tam vůz „opraví“. Dívky je pozvou na večeři. Podle vozu si myslí, že jsou kluci z bohaté rodiny. Večer stráví u táboráku a pouštějí si hudbu z rádia Šlejharova vozu. Pepík se zamiluje do Evy.
Helena si opíše poznávací značku vozu (P-13166) a nechá prověřit pana Dostála, mezinárodního fotbalového agenta, komu patří. Ten zjistí, že vůz patří bankéři Šlejharovi, který má jediného syna Josefa. Šlejhar je profesorem na gymnáziu a předsedou klubu AC Vlajka. Dostál se mu náhodou snaží již delší dobu prodat jednoho argentinského fotbalistu.
Mezitím dostane Klapzuba dopis z fotbalové asociace, která zařadila jeho tým do třetí třídy.
Na přání Dostála, Helena přemlouvá Evu, aby si dala schůzku s Pepíkem. Sejdou se u Pražského hradu, Pepík tam jde místo tréninku. Helena pak řekne Bínovi, že Eva byla na schůzce se synem Šlejhara. Bína se zlobí, protože mu Šlejhar již přetáhl brankáře a centrhalfa.
Pepík se vrátí ze schůzky a vyčítá Jardovi, do čeho jej zatáhl, že Eva jej považuje za někoho jiného.
Noviny už pravidelně píší o vyhraných zápasech Klapzubova mužstva. I Kamilka přestane nadávat na kopanou a pomáhá lajnovat a vymezovat praporky hřiště.
Asociační kapitán si pozve redaktora Paličku, aby jim něco řekl o Klapzubově týmu. Ten jej vychválí a pak pozve kapitána spolu s panem Novákem ke Klapzubům na trénink. Kapitánovi se tým líbí.
Agent Dostál se vydá na gymnázium za profesorem Šlejharem s tím, že jej doporučila sl. Eva Bínová. Ten jej vyžene, že žádnou nezná a že jedinou jeho láskou jsou brouci. Následně Eva napíše Pepíkovi dopis, že jej už nechce vidět, protože si myslí, že ji otci zapřel.
Bínovi utekl z klubu jeden argentinský fotbalista. Dostál mu doporučí za něj Pepíka Klapzubu. Klapzubova XI. se mezitím vydá na turné republikou.
Klapzuba řekne Kamilce, že jí děkuje, protože mu dala jedenáct zdravých kluků. Dodá, že s nimi chce dobýt celý svět.
Kamkoliv Klapzubáci přijedou, v ČSR i v zahraničí, všude vítězí. Když se jednou zraní brankář, zaskočí za něj Krištof Klapzuba. Po návratu domů z toho pak stůně a Kamilka jej musí léčit. Kamilka jej přesvědčuje, aby už zase hráli jen pro zábavu, jinak se nechá s Krištofem rozvést. Firma má málo práce, nejsou peníze, jen dluhy.
Bína s Dostálem a Novákem se vydají ke Klapzubům domů, aby domluvili přátelský zápas a zkusili přesvědčit Pepíka k přestupu do Meteoru. Klapzuba by hrál zadarmo, říká, že jsou amatéři, ale Pepík jej krotí, protože zná od matky stav firmy. Nakonec Bína pozve Pepíka na další den k sobě do vily, kde slaví padesátiny a že by také projednali podmínky zápasu a přestupu. Na večírku se potká Pepík s Věrou. Bína ji ho představí jako slavného forvarda Klapzubu. Eva je z toho rozzlobená, že to je již několikátá profese Pepíka, na chatě se představil jako automontér. Je ale ráda, že se s Pepíkem znovu setkala, vše si nakonec vysvětlí a domluví si další schůzku.
Bína s Dostálem Pepíka přesvědčili k přestupu do Meteoru, že dostane pět tisíc na ruku. Ten tak chce pomoci otcově firmě.
Noviny začínají psát o rozpadu mužstva Klapzubáků, kromě Pepíka hlásí přestup i další bratři, čtyři jdou do AC Vlajka.
Otec Klapzuba je stále nemocný, říká, že žádné přestupy nepodepíše. Doktor mu nařídil zůstat v posteli. Posledním amatérským zápasem jeho jedenáctky má být zápas s Meteorem. Když se Klapzuba dozví, že kluci prohrávají v 1. poločase už 0:2, vydá se na zápas. V šatně jim řekne, že musí vyhrát, protože jedenáctka nese jeho jméno a nesmí mu dělat ostudu. Pak že jim přestupy podepíše, bez odstupného. V nových klubech ať si hrají, jak chtějí. Kluci zápas otočí.
Na Československou asociaci došel dopis, že Uruguayci zvou Klapzubovu XI. Na turné. Asociace pošle dopis Klapzubovi. Ten ho nepřečtený vrátí a napíše na obálku, že se odstěhoval a zemřel. Zlobí se na asociaci, že mu fotbaloví generálové vzali děti a rozbili rodinu. Nelíbí se mu, že fotbal je obchod a hráči jsou ke koupi. To za jeho mladých let nebylo.
Kamilka teď musí přesvědčovat Klapzubu, aby šel v neděli na fotbal. Ten říká, že nechce vidět „bratrovražedný boj“. Ten nakonec na zápas jde. Hrají Klapzubáci proti Meteoru. Pepík v dresu Meteoru se zraní, má výron v koleni. Dostál navrhuje namasírovat a dohrát zápas. Hájek chce zavolat záchranku. Otec Klapzuba přijde do šatny a Pepíka si odnese, jako svého syna, které chce léčit sám.
Léčit se bude na Evině chatě, Klapzuba je tam s ním, chodí na ryby. Eva dá ostatní bratry dohromady a vyrazí za nimi jejich klubovým autokarem. Když pak jedou zpět domů, vidí místní kluky na poli hrát fotbal. Chtějí si zahrát s nimi, ale kluci odmítnou, že ani jsou amatéři a s profesionály hrát nebudou. Klapzuba to komentuje, že jeho jedenáctka byla teď poprvé poražena.
Na fotbalové asociaci je porada, kapitán říká, že nelze zajistit ani z 50%, aby v nejbližším zápase (finále Evropského poháru s Maďarskem) národní mužstvo vyhrálo, protože stav mužstva je bídný a má velkou marodku. Kapitán hodlá rezignovat.
Náhodou na asociaci dorazí otec Klapzuba se syny a žádá jejich reamaterizaci. Členové asociace jej pozvou na jednání. Novým kapitánem asociace se tak stane Krištof Klapzuba a bude sestavovat národní mužstvo.
Stavitel Bína mu radí, aby sestavil tým ze svých kluků.
Také se Bína s Klapzubou shodnou, že nebudou bránit Evě a Pepíkovi v lásce, protože jestli jsou po nich, tak by to stejně nebylo nic platné.
Národní tým sestavený z Klapzubáků v zápase zvítězí 2:0 a stane se vítězem Evropského poháru.
Hlasatel hlásí: „Čechoslováci, poctiví slovanští sportovci, opět první“. Na stožár stoupá československá vlajka.